# Зильбер, Лев Александрович
Лев Алекса́ндрович Зи́льбер (15 [27] марта 1894 года, Медведь, Новгородская губерния — 10 ноября 1966 года, Москва) — советский микробиолог, вирусолог, иммунолог, эпидемиолог, онколог, создатель советской школы медицинской вирусологии. Старший брат писателя Вениамина Каверина.
Академик Академии медицинских наук СССР (1945), лауреат Сталинской премии (1946) и Государственной премии СССР в области науки (1967, посмертно).

## Биография

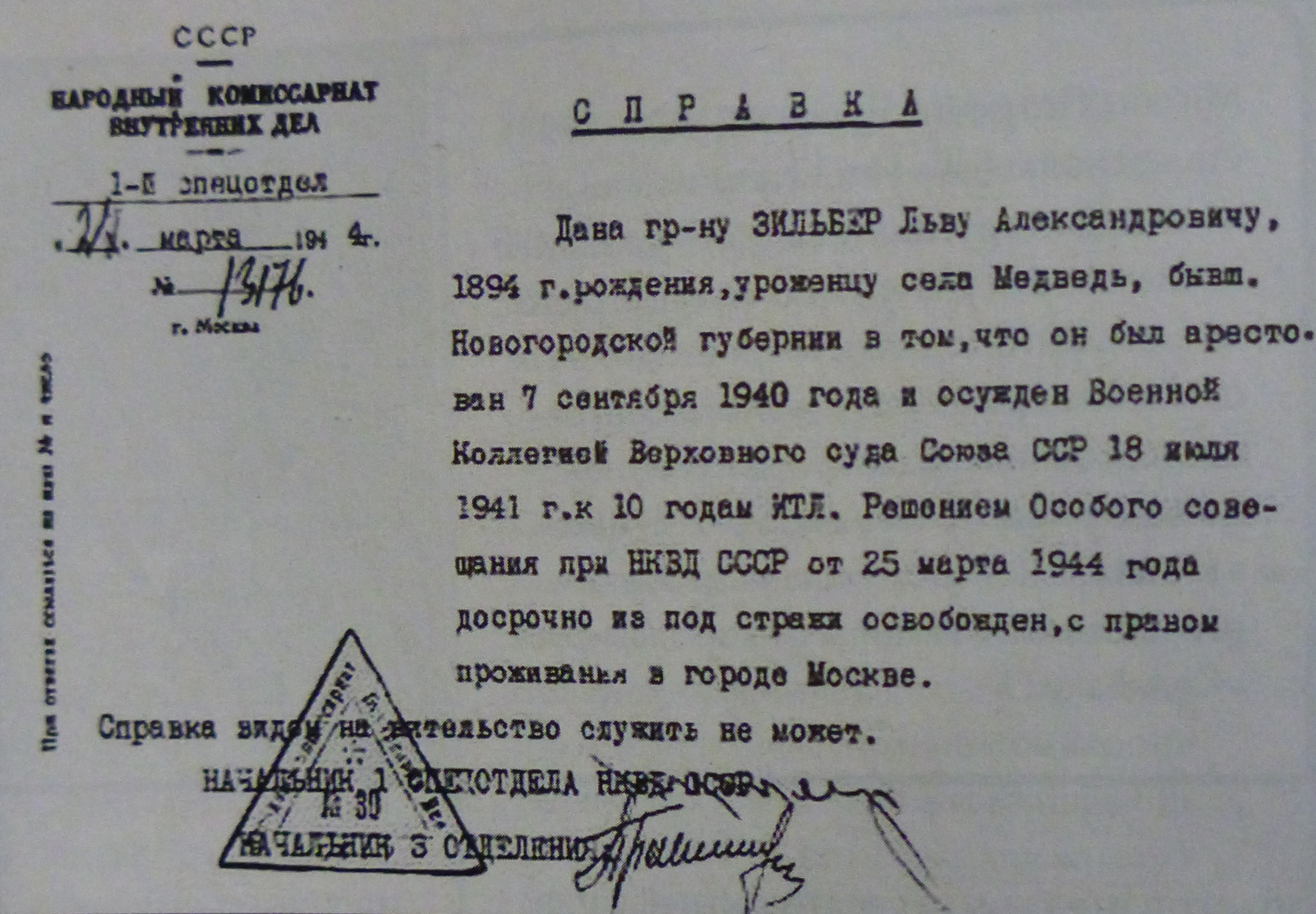
Справка НКВД СССР о досрочном освобождении Льва Зильбера, в которой указано его место рождения

Родился 15 (27) марта (возможно, 28 марта) 1894 года в семье капельмейстера 96-го пехотного Омского полка Абеля Абрамовича Зильбера и его жены — урождённой Ханы Гиршевны (Анны Григорьевны) Дессон, пианистки и владелицы музыкальных магазинов. Место рождения — село Медведь Медведской волости Новгородского уезда.
Всего в семье было шестеро детей — Мирьям, Лея, Лев, Давид, Александр и Вениамин. Старшая сестра Мирьям (в замужестве Мира Александровна Руммель, 1890 — после 1988) — вышла замуж за первого директора Народного дома им. А. С. Пушкина Исаака Михайловича Руммеля. Сестра Лея (в замужестве Елена Александровна Тынянова, 1892—1944) — жена писателя и литературоведа Юрия Тынянова, одноклассника Льва Зильбера. Младшие братья: военный врач Давид Зильбер (1897—1967), композитор и дирижёр Александр Ручьёв (1899—1970), писатель Вениамин Каверин (1902—1989).

### Карьера
В 1912 году Лев с серебряной медалью окончил Псковскую губернскую гимназию (как и другие его одноклассники и пожизненные друзья Август Летавет и Юрий Тынянов) и поступил на естественное отделение физико-математического факультета Петербургского университета. В 1915 году перевёлся на медицинский факультет Московского университета, получив разрешение одновременно посещать занятия на естественном отделении, и окончил его в 1919 году.
Уйдя в 1919 году добровольцем на фронт, служил в Красной армии на различных должностях от врача до начальника санчасти 1-й Донской стрелковой дивизии. Был взят в плен белыми, успешно бежал.
С 1921 года работал в институте микробиологии Наркомздрава в Москве.
В 1928 году женился на Зинаиде Виссарионовне Ермольевой. Первые месяцы после свадьбы Зильбер и Ермольева провели, работая в Институте Пастера (Франция) и Институте Коха (Германия).
В 1929 году был направлен наркомом здравоохранения Н. Семашко на подавление вспышки брюшного тифа в г. Дзержинск близ Нижнего Новгорода.
В 1929 году принял предложение занять должности директора Азербайджанского института микробиологии и заведующего кафедрой микробиологии медицинского института в Баку.
Руководил подавлением вспышки чумы в Нагорном Карабахе в 1930 году. По возвращении в Баку был представлен к ордену Красного Знамени, но вскоре был арестован по обвинению в диверсии с целью заразить чумой население Азербайджана. Был выпущен через 4 месяца (возможно, по ходатайству Максима Горького, к которому обратился младший брат Льва Зильбера писатель Вениамин Каверин, возможно, благодаря хлопотам бывшей жены, Зинаиды Ермольевой).
По освобождении Л. А. Зильбер работал в Москве, возглавляя кафедру микробиологии в Центральном институте усовершенствования врачей и заведуя микробиологическим отделом Государственного научно-контрольного института Наркомздрава РСФСР им. Тарасевича.
В 1932 году руководил ликвидацией вспышки оспы в Казахстане.
В 1935 году женился на Валерии Петровне Киселёвой.
В 1935—1936 гг. добился создания Центральной вирусной лаборатории при Наркомздраве РСФСР и открытия отдела вирусологии в Институте микробиологии АН СССР.
В 1937 году руководил дальневосточной экспедицией Наркомздрава СССР года по изучению неизвестного инфекционного заболевания центральной нервной системы. В ходе работы экспедиции была выяснена природа заболевания — клещевого энцефалита — и предложены методы борьбы с ним.
Сразу по возвращении был арестован по доносам о попытке заражения Москвы энцефалитом и сокрытии факта заноса энцефалита в СССР японскими диверсантами. В июне 1939 года был освобожден. В борьбе за его освобождение участвовали В. А. Каверин, З. В. Ермольева, коллеги по дальневосточной экспедиции А. К. Шубладзе, М. П. Чумаков, В. Д. Соловьёв и многие другие. Незадолго до одновременного с ним ареста Георгий Адамович Надсон успел настоять на выдвижении Зильбера в члены-корреспонденты АН СССР.
В 1939 году стал заведующим отделом вирусологии в Центральном Институте эпидемиологии и микробиологии Наркомздрава СССР, которой руководил до своей смерти в 1966 году с перерывом на время третьего ареста (1940—1944 гг.)
В 1940 году Зильбер был арестован в третий раз. Находясь в заключении, Зильбер часть срока отбывал в лагерях на Печоре, где в условиях тундры из ягеля получил дрожжевой препарат против пеллагры и спас жизнь сотням заключённых, погибавших от полного авитаминоза. Получено авторское свидетельство на изобретение. Свидетельство было записано на имя «НКВД». Отвечал отказом на неоднократные предложения работать над бактериологическим оружием. Вспомнив об умении Зильбера получать спирт из ягеля, начальство направило его в химическую «шарашку», где он начал исследования рака. За махорку заключённые ловили Зильберу мышей и крыс для экспериментов. В ходе исследований сформулировал новую концепцию происхождения раковых опухолей. В своем первоначальном виде (1942—1945) она базировалась на двух основных положениях: опухоли имеют вирусное происхождение, но вирус выполняет лишь инициирующую функцию в опухолевом процессе.

### После освобождения
В марте 1944 года, накануне 50-летия Зильбера, его освободили благодаря письму о невиновности учёного, направленному на имя Сталина и подписанному Главным хирургом Красной Армии Николаем Бурденко, вице-президентом АН СССР Леоном Орбели, академиком Николаем Гамалеей, биохимиком Владимиром Энгельгардтом и Зинаидой Ермольевой (создательницей советского пенициллина и бывшей женой Зильбера), которая и была инициатором обращения, его коллегами и учениками Михаилом Чумаковым, Антониной Шубладзе, Валентином Соловьевым, профессорами Маргулисом, Морозовым, Якобсон. По мнению самого Зильбера, письмо, вероятнее всего, не дошло до адресата, но вызвало замешательство в высоких кабинетах НКВД. По освобождении сразу же публикует свою концепцию происхождения раковых опухолей в газете «Известия».
Летом 1945 года он нашёл и вывез в СССР семью — жену, сестру жены и двоих сыновей, уцелевших в немецких рабочих лагерях, где они провели 3,5 года.
В том же году избран действительным членом только что созданной Академии медицинских наук СССР, назначен научным руководителем Института вирусологии АМН СССР и возглавил отдел вирусологии и иммунологии опухолей Института эпидемиологии, микробиологии и инфекционных болезней АМН СССР, где и работал все последующие годы.
1945 год — выход монографии «Эпидемические энцефалиты».
1945—1947 г.г. — открытие антибиотика животного происхождения эритрина (совместно с Л.М. Якобсон).
В 1946 году получил Сталинскую премию за книгу «Эпидемические энцефалиты». Выход монографии «Вирусная теория происхождения злокачественных опухолей».
С 1945 по 1966 год Зильбер проводит обобщение работ по общей вирусологии и иммунологии. Работает над созданием отечественной школы онковирусологии и онкоиммунологии. К этому же периоду относится разработка вирусной теории происхождения рака, изучение механизмов взаимодействия опухолеродных вирусов и клетки как механизмов взаимодействия их геномов, создание вирусо-генетической концепции возникновения опухолей.
1947—1950 гг. — открытие специфических опухолевых антигенов (совместно с Н. В. Нарциссовым и З. Л. Байдаковой). Впервые установлено наличие в опухолях антигенов, отличающих их от нормальных клеток, разработан оригинальный метод их обнаружения. Открытие заложило теоретические основы иммунологии опухолей. Выход монографии «Основы иммунитета».
1956 г. — выходит первый отечественный учебник по вирусологии «Учение о вирусах: (Общая вирусология)». Книга подводила итоги полувекового развития инфекционной вирусологии (в том числе работ самого Зильбера: клещевой энцефалит, грипп, оспа) и рассматривала нетрадиционные для классических вирусологов неинфекционные онкогенные вирусы.
1957—1962 гг. — работы по иммунодиффузионному анализу. Автор научного открытия «Новые свойства патогенности опухолеродных вирусов». Формула открытия: «Установлено свойство патогенности опухолеродных вирусов животных одного класса для животных другого класса. Впервые это свойство обнаружено у вируса куриной саркомы Рауса, вызывающего доброкачественные и злокачественные опухоли и неизвестную ранее кистогемморагическую болезнь у млекопитающих животных». За это открытие в 1967 году Л. А. Зильберу посмертно присуждена Государственная премия СССР (совместно с И.Н. Крюковой, Г. Я. Свет-Молдавским и А. С. Скориковой)
1958 г. — выход монографии «Основы иммунологии». Присуждение премии имени почётного академика Н. Ф. Гамалеи за эту монографию. Участник VII Международного противоракового конгресса в Лондоне.
1961 г. — создание (на базе своего отдела в Институте эпидемиологии и микробиологии им. Н. Ф. Гамалеи АМН СССР) первого в Советском Союзе отдела общей иммунологии и онкологии, организация в нём лаборатории биосинтеза антител, химии антител и иммунологической толерантности.
1962 г. — выход монографии «Вирусология и иммунология рака» совместно с Г. И. Абелевым. Участник VIII Международного противоракового конгресса в Москве.
1961—1962 гг. — публикация работ, в которых рак рассматривается как проблема молекулярной биологии.; Вести. АМН СССР. 1962. № 7, С. 38-45; Вопросы онкологии. 1962. Т. 8, № 6. С. 63-74.)
1959—1965 гг. — участвует в рабочей группе ВОЗ по раку, в работе международных симпозиумов и конференций по проблемам онковирусологии и онкоиммунологии в Берлине, Либице, Лондоне, Братиславе, Варшаве, Турине, Праге.
1965 год — организатор и участник Международного симпозиума по иммунологии рака в Сухуми.
10 ноября 1966 года Лев Зильбер скоропостижно скончался в своём рабочем кабинете в ИЭМ им. Н. Ф. Гамалеи. Похоронен на Новодевичьем кладбище (уч.6).

«В ту пору с учёными обращались бесцеремонно. Часть учёных уже перебывала в тюрьмах и ссылках (например, бактериологи, которых систематически зажимали в 1933—1936 годы, предъявляя им фантастические обвинения; как-то один из наших блестящих бактериологов, Л. А. Зильбер, сидевший три раза по обвинениям, по которым его надо было каждый раз расстреливать, рассказывал мне, что он спасся только решительными грубыми ответами, которые он давал следователю: „Ведь ту чушь, подписать которую вы мне даете, потом откроют — лошади, и те будут ржать от смеха и презрения по вашему адресу“)», — вспоминает его коллега А. Л. Мясников.

## Семья
Дети Зильбера впоследствии стали известными учёными: Лев Львович Киселёв (1936—2008) — молекулярный биолог, академик РАН, и Фёдор Львович Киселёв (1940—2016)— молекулярный биолог, специалист по канцерогенезу, член-корреспондент РАМН.
Брат Льва Зильбера — Давид Александрович (Абелевич) Зильбер (1897—1967), гигиенист, заведующий кафедрой общей и военной гигиены, декан медико-профилактического факультета Пермского медицинского института, автор книги «Гигиена аптеки» (1962), учебника для фармацевтических факультетов «Гигиена» (1970).
Жена его брата Александра (Екатерина Ивановна Зильбер, 1904—1963) во втором браке была замужем за драматургом Евгением Шварцем.

## Научные открытия
Лев Александрович Зильбер — автор научного открытия «Новые свойства патогенности опухолеродных вирусов», которое занесено в Государственный реестр открытий СССР под № 53 с приоритетом от 27 мая 1957 года.
В 1967 году за открытие патогенности вируса куриной саркомы Рауса для других классов животных Л. А. Зильберу посмертно присуждена Государственная премия СССР (совместно с Г. Я. Свет-Молдавским).
Л. А. Зильбер — автор более 300 научных статей, опубликованных в отечественных и иностранных журналах, а также научно-популярных статей и очерков. Член ассоциаций онкологов Америки, Франции и Бельгии, член английского Королевского медицинского общества, почётный член Нью-Йоркской академии наук, организатор и председатель комитета по вирусологии и иммунологии рака при Международном противораковом союзе, эксперт ВОЗ по иммунологии и вирусологии.

## Награды
- Медаль «За заслуги перед наукой и человечеством» Чехословацкой Академии Наук
- Медаль Чехословацкого медицинского общества имени Яна Пуркине
- Орден Ленина
- Орден Трудового Красного Знамени
- Медали

## Высказывания
В фундаментальной науке нужно быть или первым, или никаким.— Лев Зильбер

## Сочинения
- «Параиммунитет». М., 1928
- «Иммунитет». М.4 л. 1937. Совм. с В. А. Любарским
- «Эпидемические энцефалиты». М. 1945.
- «Вирусная теория происхождения злокачественных опухолей». М. 1946.
- «Основы иммунитета». М.1948.
- «Учение о вирусах: (Общая вирусология)». М.1956.
- «Основы иммунологии» М. 1958.
- «Bazel immunologie. Bucuresti». 1959. На румын. яз.
- «Вирусология и иммунология рака». М., 1962. Совм. с Г. И. Абелевым.

###### Посмертные публикации
- «Вирусо-генетическая теория возникновения опухолей». М., из-во Наука, 1968.
- «The virology and immunology of cancer». L., 1968. With G.I. Abelev.
- «Избранные труды: Бактерии, вирусы, рак, иммунитет». Л., из-во Медицина, 1971.
- «Эволюция вирусо-генетической теории возникновения опухолей». М., из-во Наука, 1975. Совм. с И. С. Ирлиным и Ф. Л. Киселёвым).